# Liên hoan phim Ba Lan tại New York
Liên hoan phim Ba Lan tại New York (viết tắt là NYPFF, trong tiếng Ba Lan: Nowojorski Festiwal Filmów Polskich), là một liên hoan phim được tổ chức thường niên tại Thành phố New York kể từ năm 2005. Liên hoan phim được tổ chức nhằm giới thiệu và quảng bá điện ảnh Ba Lan tại Hoa Kỳ, đồng thời để khán giả Mỹ tiếp cận với phim ảnh Ba Lan, cũng như mang đến cho các nhà làm phim Ba Lan cơ hội hiếm có để giới thiệu tác phẩm của họ tại một trung tâm văn hóa lớn như New York. Mỗi năm những bộ phim ngắn, phim hoạt hình và phim tài liệu của các nhà làm phim Ba Lan sẽ được lựa chọn để tham gia vào liên hoan phim, mà không phải phụ thuộc vào quốc gia nơi bộ phim đã được thực hiện. NYPFF là buổi trình chiếu phim Ba Lan hàng năm duy nhất tại Thành phố New York, và là lễ hội lớn nhất quảng bá và trình chiếu phim Ba Lan ở Bờ Đông nước Mỹ.

## Giải thưởng
Ban giám khảo của liên hoan phim trao giải "Vượt qua biên giới", nhân danh Krzysztof Kieślowski, cho phim truyện, phim tài liệu và phim ngắn xuất sắc nhất (chỉ các tác phẩm của Ba Lan và Mỹ công chiếu tại liên hoan mới đủ điều kiện tranh giải). Ngoài ra, cũng có giải thưởng phim Ba Lan hay nhất do khán giả bình chọn, và người chiến thắng ở hạng mục này sẽ được trao "Giải thưởng Khán giả của New York." Năm 2011, để vinh danh Elżbieta Czyżewska, một giải thưởng cho nữ diễn viên chính xuất sắc nhất đã được giới thiệu.